# 永华街道
永华街道，是中华人民共和国河北省保定市莲池区下辖的一个乡镇级行政单位。

## 行政区划
永华街道下辖以下地区：
永华中路社区、淮军公所社区、裕华西路社区、建华南路社区、体育场社区、铁路社区、灵雨寺社区、唐家胡同社区、粮局社区、兴华社区和建东社区。